# 魏瀚 (景泰進士)
魏瀚（1426年—？），字九淵，浙江紹興府餘姚縣人，官籍，明朝官员。進士出身。

## 生平
浙江鄉試第五十五名。景泰五年（1454年）甲戌科會試第二百四名，殿試登進士第三甲第一百五十三名。

## 家族
曾祖魏子祥。祖父魏□。父亲魏瑤，曾任縣丞。天顺年间，曾任福建巡按御史。